# Hideki Matsuyama
Hideki Matsuyama (松山 英樹?, Matsuyama Hideki; Matsuyama, 25 febbraio 1992) è un golfista giapponese, attivo principalmente nel PGA Tour e Japan Golf Tour.
È il primo giapponese nella storia dello sport a vincere un major maschile, grazie al suo trionfo al Masters 2021.

## Biografia e Carriera
Nato nella città di Matsuyama, inizia a praticare il golf all'età di quattro anni sotto la guida del padre. Completa la propria istruzione presso l'Università Tōhoku Fukushi di Sendai, aggiudicandosi le edizioni 2010 e 2011 dei campionati amatoriali asiatici di golf.
Tale risultato lo qualifica di diritto ai Masters del 2011 (primo dilettante giapponese a riuscirci), dove vince la Silver Cup ed è l'unico golfista amatoriale in gara. La settimana seguente si piazza invece al terzo posto al Japan Open Golf Championship, tra le tappe del Japan Golf Tour.
Nel 2011 rappresenta il Giappone alle Universiadi di Shenzhen 2011, dove conquista l'oro sia nell'individuale che nella gara a squadre – assieme a Fujimoto, Kobukuro e Tomimura. Dopo aver difeso il titolo ai Campionati asiatici amatoriali, si aggiudica i Taiheiyo Masters, altra tappa del Japan Golf Tour, nel mese di novembre. Il successo a livello dilettantistico gli vale la posizione nº 1 del ranking mondiale amatoriale nell'agosto 2012.

## Vita privata
La moglie di Matsuyama è Mei (sposata a gennaio 2017) e sua figlia è Kanna (nata a luglio 2017).

## Vittorie professionali (20)

### PGA Tour vittorie (11)
| Legenda                      |
| Tornei Major (1)             |
| World Golf Championships (2) |
| Tornei FedEx (1)             |
| Signature events (2)         |
| Altro PGA Tour (5)           |

| No. | Data             | Torneo                            | Punteggio di vittoria | Margine | Secondo/i                         |
| --- | ---------------- | --------------------------------- | --------------------- | ------- | --------------------------------- |
| 1   | 1 giugno 2014    | Memorial Tournament               | −13 (70-67-69-69=275) | Playoff | Kevin Na                          |
| 2   | 7 febbraio 2016  | Waste Management Phoenix Open     | −14 (65-70-68-67=270) | Playoff | Rickie Fowler                     |
| 3   | 30 ottobre 2016  | WGC-HSBC Champions                | −23 (66-65-68-66=265) | 7 colpi | Daniel Berger, Henrik Stenson     |
| 4   | 5 febbraio 2017  | Waste Management Phoenix Open (2) | −17 (65-68-68-66=267) | Playoff | Webb Simpson                      |
| 5   | 6 agosto 2017    | WGC-Bridgestone Invitational      | −16 (69-67-67-61=264) | 5 colpi | Zach Johnson                      |
| 6   | 11 aprile 2021   | Masters Tournament                | −10 (69-71-65-73=278) | 1 colpo | Will Zalatoris                    |
| 7   | 24 ottobre 2021  | Zozo Championship1                | −15 (64-68-68-65=265) | 5 colpi | Brendan Steele, Cameron Tringale  |
| 8   | 16 gennaio 2022  | Sony Open in Hawaii               | −23 (66-65-63-63=257) | Playoff | Russell Henley                    |
| 9   | 18 febbraio 2024 | Genesis Invitational              | −17 (69-68-68-62=267) | 3 colpi | Luke List, Will Zalatoris         |
| 10  | 18 agosto 2024   | FedEx St. Jude Championship       | −17 (65-64-64-70=263) | 2 colpi | Viktor Hovland, Xander Schauffele |
| 11  | 5 gennaio 2025   | The Sentry                        | −35 (65-65-62-65=257) | 3 colpi | Collin Morikawa                   |

1Co-sanzionato dalla Japan Golf Tour, ma non è ufficialmente un evento col montepremi.

### Japan Golf Tour vittorie (8)
| Legenda                   |
| Flagship events (1)       |
| Tornei Japan (1)          |
| Altri Japan Golf Tour (7) |

| No. | Data             | Torneo                                               | Punteggio di vittoria | Margine | Secondo/i                                    |
| --- | ---------------- | ---------------------------------------------------- | --------------------- | ------- | -------------------------------------------- |
| 1   | 13 novembre 2011 | Mitsui Sumitomo Visa Taiheiyo Masters (come amatore) | −13 (71-64-68=203)*   | 2 colpi | Toru Taniguchi                               |
| 2   | 28 aprile 2013   | Tsuruya Open                                         | −18 (69-63-68-66=266) | 1 colpo | David Oh                                     |
| 3   | 2 giugno 2013    | Diamond Cup Golf                                     | −9 (71-69-68-71=279)  | 2 colpi | Brad Kennedy, Kim Hyung-sung, Park Sung-joon |
| 4   | 8 settembre 2013 | Fujisankei Classic                                   | −9 (66-70-66-73=275)  | Playoff | Park Sung-joon, Hideto Tanihara              |
| 5   | 1 dicembre 2013  | Casio World Open                                     | −12 (72-66-68-70=276) | 1 colpo | Yuta Ikeda                                   |
| 6   | 23 novembre 2014 | Dunlop Phoenix Tournament                            | −15 (68-64-67-70=269) | Playoff | Hiroshi Iwata                                |
| 7   | 16 ottobre 2016  | Japan Open Golf Championship                         | −5 (71-70-65-69=275)  | 3 colpi | Yuta Ikeda, Lee Kyoung-hoon                  |
| 8   | 13 novembre 2016 | Mitsui Sumitomo Visa Taiheiyo Masters (2)            | −23 (65-66-65-69=265) | 7 colpi | Song Young-han                               |

*Nota: L'edizione 2013 del 2013 Mitsui Sumitomo Visa Taiheiyo Masters è stata accorciata a 54 buche a causa del tempo.
- Il Japan Open Golf Championship è anche un Torneo Japan nel campionato.

Japan Golf Tour playoff record (2–0)
| No. | Anno | Torneo                    | Sfidante/i                      | Risultato                                     |
| --- | ---- | ------------------------- | ------------------------------- | --------------------------------------------- |
| 1   | 2013 | Fujisankei Classic        | Park Sung-joon, Hideto Tanihara | Vinto col tiro birdie alla seconda buca extra |
| 2   | 2014 | Dunlop Phoenix Tournament | Hiroshi Iwata                   | Vinto col par alla prima buca extra           |

## Tornei Major

### Vittorie (1)
| Anno | Campionato  | 54 buche     | Punteggio di vittoria | Margine | Secondo        |
| ---- | ----------- | ------------ | --------------------- | ------- | -------------- |
| 2021 | The Masters | 4 colpi lead | −10 (69-71-65-73=278) | 1 colpo | Will Zalatoris |

## World Golf Championships

### Vittorie (2)
| Anno | Campionato                   | 54 buche           | Punteggio di vittoria | Margine | Secondo/i                     |
| ---- | ---------------------------- | ------------------ | --------------------- | ------- | ----------------------------- |
| 2016 | WGC-HSBC Champions           | 3 colpi in più     | −23 (66-65-68-66=265) | 7 colpi | Daniel Berger, Henrik Stenson |
| 2017 | WGC-Bridgestone Invitational | 2 colpi di deficit | −16 (69-67-67-61=264) | 5 colpi | Zach Johnson                  |